# Triamyxa
Triamyxa – rodzaj wymarłych chrząszczy z podrzędu Myxophaga, jedyny z monotypowej rodziny Triamyxidae. Obejmuje tylko jeden opisany gatunek, Triamyxa coprolithica. Żył w triasie późnym na terenie obecnej Polski. Materiał typowy odnaleziono w koprolicie, prawdopodobnie wytworzonym przez gada z rodzaju Silesaurus.

## Historia odkrycia
Nowy rodzaj Triamyxa opisano na łamach czasopisma Current Biology w roku 2021. Wszystkie szczątki chrząszczy będące podstawą wyróżnienia tego rodzaju wraz z gatunkiem Triamyxa coprolithica znaleziono w jednym, niekompletnym koprolicie o rozmiarach 17 x 21 mm, pochodzącym z górnej warstwy kościonośnej stanowiska paleontologicznego w Krasiejowie. Skały te datowane są na późny karnik. Koprolit ten przechowywany jest w kolekcji Instytutu Paleobiologii Polskiej Akademii Nauk w Warszawie pod numerem ZPAL AbIII/3520. Jak wykazało badanie w synchrotronie koprolit zawiera 15 okazów zaliczonych do Triamyxa coprolithica, w tym dwa kompletne, z których jeden kompletny okaz uznano za holotyp, a wszystkie pozostałe za paratypowe. Ponadto w koprolicie zachowały się bardzo niekompletne resztki innych, większych chrząszczy, niezidentyfikowanych bliżej owadów oraz szczątki uznane za resztki grzybów lub glonów. Do gatunku Triamyxa coprolithica zaliczono też pokrywy niewielkiego chrząszcza opisane w roku 2019 z innego koprolitu (ZPAL AbIII/3402) z Krasiejowa. Triamyxa jest pierwszym gatunkiem owada opisanym na bazie materiału znalezionego w koprolicie wytworzonym przez kręgowce.

## Morfologia
Chrząszcz ten osiągał od 1,4 do 1,7 mm długości i od 0,4 do 0,5 mm szerokości ciała, którego kształt był podługowato-łódkowaty, a wierzch pozbawiony guzków czy listewek. Głowę miał przed silnie wyłupiastymi oczami wydłużoną i wyraźnie zwężoną. Czułki miały widoczne, patrząc od góry, nasady oraz trzonki wyraźnie oddzielone od nóżek. Głaszczki szczękowe miały człon ostatni dłuższy od przedostatniego. Warga dolna odznaczała się dużą i ku przodowi zwężoną bródką. Długie przedpiersie zaopatrzone było w bardzo krótki wyrostek międzybiodrowy. Propleury były szerokie i odsłonięte, co odróżnia je od tych u chrząszczy wielożernych, oraz pozbawione wyrostków tylnych, co odróżnia je od tych u wszystkich współczesnych rodzin chrząszczy. Niewiele krótsze od zapiersia śródpiersie dysponowało szerokim wyniesieniem o prawie pięciokątnym kształcie. Pokrywy były z tyłu ścięte i odsłaniały jeden lub dwa ostatnie tergity odwłoka. Anepisternum zatułowia było na przedzie umiarkowanie szerokie. Płytki zabiodrza były wąskie. Odwłok miał sternity niezrośnięte z tergitami. Liczba widocznych sternitów (wentrytów) wynosi pięć lub sześć.

## Paleoekologia
Przypuszczalnie chrząszcz ten był, podobnie jak współczesne Myxophaga, roślinożercą żerującym na matach zielonych glonów (algofagia). Rozczłonkowanie większości okazów, jak i brak śladów kopania sugeruje, że nie należały one do fauny koprofilnej, lecz zostały zjedzone przez dinozauromorfa. Drobne rozmiary i dobry stopień zachowania wskazywać może, że nie były one ważną częścią diety producenta koprolitu. Na przynajmniej częściową owadożerność zwierzęcia mogą jednak wskazywać obecne w koprolicie szczątki większych chrząszczy.